# Tour de France de 1920
O Tour de France 1920, foi a décima quarta edição da competição realizada entre os dias 27 de junho e 25 de julho de 1920.

## História
A largada foi em Argenteuil, e a competição terminou no Parc des Princes.
Foi percorrida a distância de 5.519 km, sendo a prova dividida em 15 etapas. O vencedor alcançou uma velocidade média de 24,132 km/h.
Participaram desta competição 113 ciclistas, foram até Paris 22 ciclistas. O último colocado foi o cilista francês Charles Raboisson que cruzou a linha de chegada 69 h 5 s após o vencedor.

## Resultados

### Classificação geral

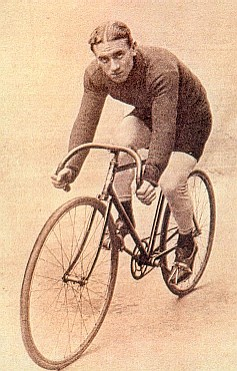
Philippe Thys
ciclista belga (1890-1971).

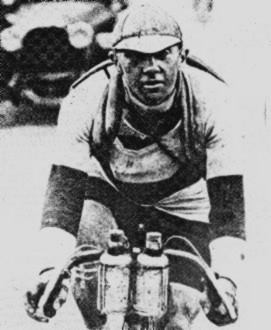
Honoré Barthélémy
ciclista francês (1891-1964).

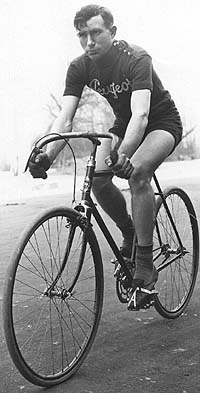
Firmin Lambot
ciclista belga (1886-1964).

| Posição | Nome              | País    | Tempo velocidade média   |
| ------- | ----------------- | ------- | ------------------------ |
| 1       | Philippe Thys     | Bélgica | 228h 36' 13" 24,132 km/h |
| 2       | Hector Heusghem   | Bélgica | 57' 21"                  |
| 3       | Firmin Lambot     | Bélgica | 1hr 39' 35"              |
| 4       | Léon Scieur       | Bélgica | 1h 44' 58"               |
| 5       | Émile Masson      | Bélgica | 2h 56' 52"               |
| 6       | Louis Heusghem    | Bélgica | 3h 40' 47"               |
| 7       | Jean Rossius      | Bélgica | 3h 49' 55"               |
| 8       | Honoré Barthélémy | França  | 5h 35' 19"               |
| 9       | Felix Goethals    | França  | 9h 23' 07"               |
| 10      | Joseph Vandaele   | Bélgica | 10h 45' 41"              |

### Etapas
| Etapa | Data        | Percurso                     | km  | Vencedor da etapa | Líder classificação geral |
| 1ª    | 27 de junho | Paris - Le Havre             | 388 | Louis Mottiat     | Louis Mottiat             |
| 2ª    | 29 de junho | Le Havre - Cherburgo         | 364 | Philippe Thys     | Philippe Thys             |
| 3ª    | 1 de julho  | Cherburgo - Brest            | 405 | Henri Pélissier   | Philippe Thys             |
| 4ª    | 3 de julho  | Brest - Les Sables d'Olonne  | 412 | Henri Pélissier   | Philippe Thys             |
| 5ª    | 5 de julho  | Les Sables d'Olonne - Baiona | 482 | Firmin Lambot     | Philippe Thys             |
| 6ª    | 7 de julho  | Baiona - Luchon              | 326 | Firmin Lambot     | Philippe Thys             |
| 7ª    | 9 de julho  | Luchon - Perpignan           | 323 | Jean Rossius      | Philippe Thys             |
| 8ª    | 11 de julho | Perpignan - Aix-en-Provence  | 325 | Louis Heusghem    | Philippe Thys             |
| 9ª    | 13 de julho | Aix-en-Provence - Nice       | 356 | Philippe Thys     | Philippe Thys             |
| 10ª   | 15 de julho | Nice - Grenoble              | 333 | Hector Heusghem   | Philippe Thys             |
| 11ª   | 17 de julho | Grenoble - Gex               | 362 | Léon Scieur       | Philippe Thys             |
| 12ª   | 19 de julho | Gex - Estrasburgo            | 354 | Philippe Thys     | Philippe Thys             |
| 13ª   | 21 de julho | Estrasburgo - Metz           | 300 | Philippe Thys     | Philippe Thys             |
| 14ª   | 23 de julho | Metz - Dunkerque             | 433 | Félix Goethals    | Philippe Thys             |
| 15ª   | 25 de julho | Dunkerque - Paris            | 340 | Jean Rossius      | Philippe Thys             |

CR = Contra-relógio individual
CRE = Contra-relógio por equipes